# Article 19 de la Charte canadienne des droits et libertés
L'Article 19 de la Charte canadienne des droits et libertés est un des articles de la Charte des droits de la Constitution du Canada qui établit des droits relatifs aux deux langues officielles du Canada, l'anglais et le français. Tout comme l'article 133 de la Loi constitutionnelle de 1867, l'article 19 permet à chacun d'utiliser la langue officielle de son choix dans les cours fédérales. Toutefois, seul l'article 133 accorde ce même droit aux cours du Québec, tandis que l'article 19 accorde ce droit aux cours du Nouveau-Brunswick (le Nouveau-Brunswick est la seule province officiellement bilingue sous l'article 16 de la Charte).

## Texte
« 19. (1) Chacun a le droit d'employer le français ou l'anglais dans toutes les affaires dont sont saisis les tribunaux établis par le Parlement et dans tous les actes de procédure qui en découlent.

(2) Chacun a le droit d'employer le français ou l'anglais dans toutes les affaires dont sont saisis les tribunaux du Nouveau-Brunswick et dans tous les actes de procédure qui en découlent. »

— Article 19 de la Charte canadienne des droits et libertés